# Dipartimenti della Mauritania
I dipartimenti della Mauritania rappresentano la suddivisione territoriale di secondo livello del Paese, dopo le regioni, e ammontano a 55. Ciascun dipartimento prende il nome dal rispettivo capoluogo.

## Lista

### Regione di Adrar

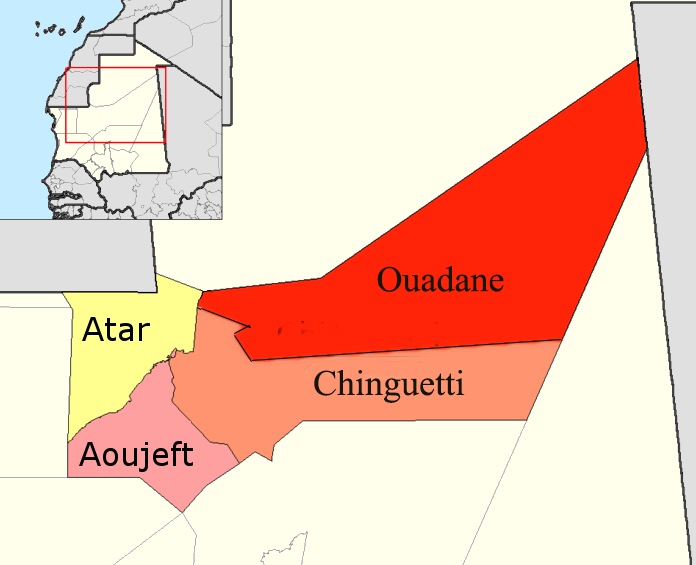
Dipartimenti della regione di Adrar

| Dipartimento               | Capoluogo  | Popolazione |
| -------------------------- | ---------- | ----------- |
| Dipartimento di Aoujeft    | Aoujeft    | 12 997      |
| Dipartimento di Atar       | Atar       | 38 877      |
| Dipartimento di Chinguetti | Chinguetti | 6 811       |
| Dipartimento di Ouadane    | Ouadane    | 3 973       |

### Regione di Assaba

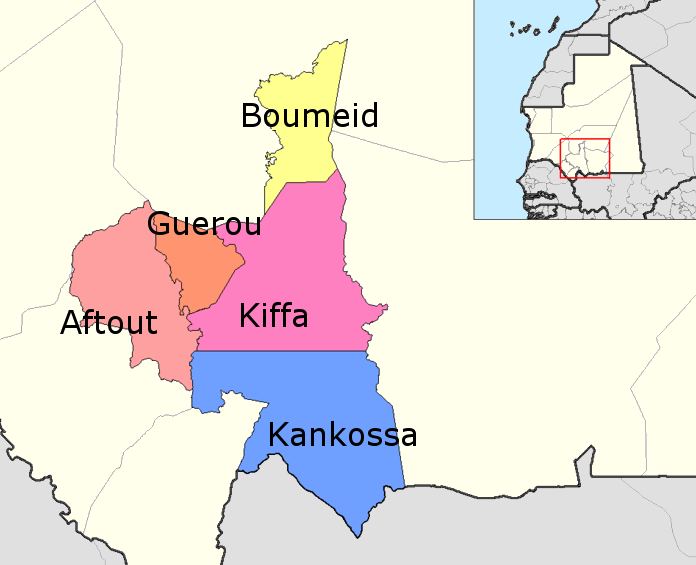
Dipartimenti della regione di Assaba

| Dipartimento             | Capoluogo | Popolazione |
| ------------------------ | --------- | ----------- |
| Dipartimento di Barkewol | Barkewol  | 79 901      |
| Dipartimento di Boumdeid | Boumdeid  | 7 917       |
| Dipartimento di Guerou   | Guerou    | 44 870      |
| Dipartimento di Kankossa | Kankossa  | 82 495      |
| Dipartimento di Kiffa    | Kiffa     | 110 714     |

### Regione di Brakna

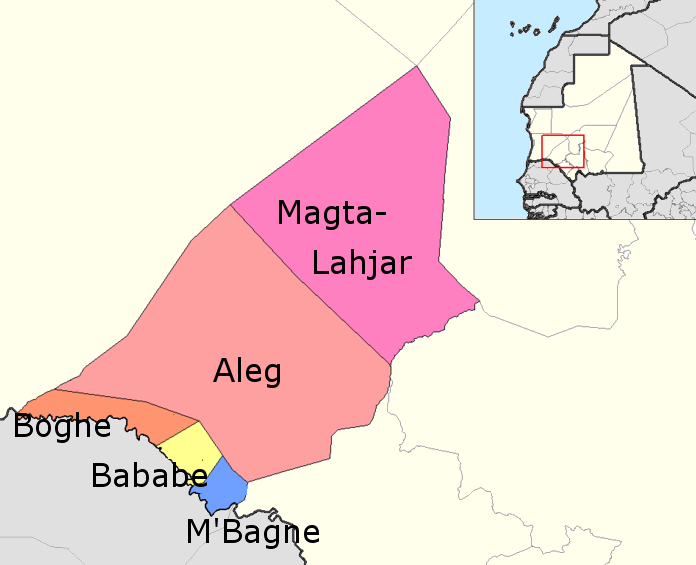
Dipartimenti della regione di Brakna

| Dipartimento                  | Capoluogo     | Popolazione |
| ----------------------------- | ------------- | ----------- |
| Dipartimento di Aleg          | Aleg          | 101 512     |
| Dipartimento di Bababé        | Bababé        | 37 251      |
| Dipartimento di Boghé         | Boghé         | 72 242      |
| Dipartimento di Maghta-Lahjar | Maghta-Lahjar | 57 672      |
| Dipartimento di M'Bagne       | M'Bagne       | 43 600      |

### Regione di Dakhlet-Nouadhibou

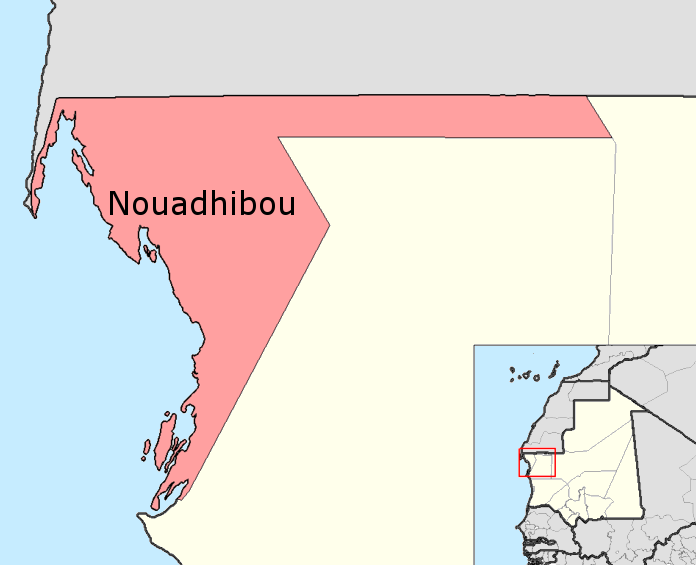
Dipartimenti della regione di Dakhlet-Nouadhibou

| Dipartimento               | Capoluogo  | Popolazione |
| -------------------------- | ---------- | ----------- |
| Dipartimento di Chami      | Chami      | 2 657       |
| Dipartimento di Nouadhibou | Nouadhibou | 121 122     |

### Regione di Gorgol

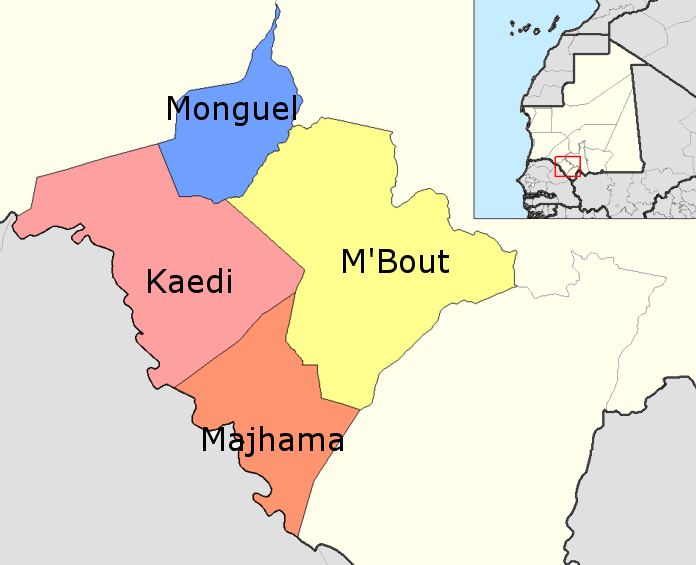
Dipartimenti della regione di Gorgol

| Dipartimento            | Capoluogo | Popolazione |
| ----------------------- | --------- | ----------- |
| Dipartimento di Kaédi   | Kaédi     | 121 726     |
| Dipartimento di Maghama | Maghama   | 68 465      |
| Dipartimento di M'Bout  | M'Bout    | 102 502     |
| Dipartimento di Monguel | Monguel   | 43 224      |

### Regione di Guidimagha

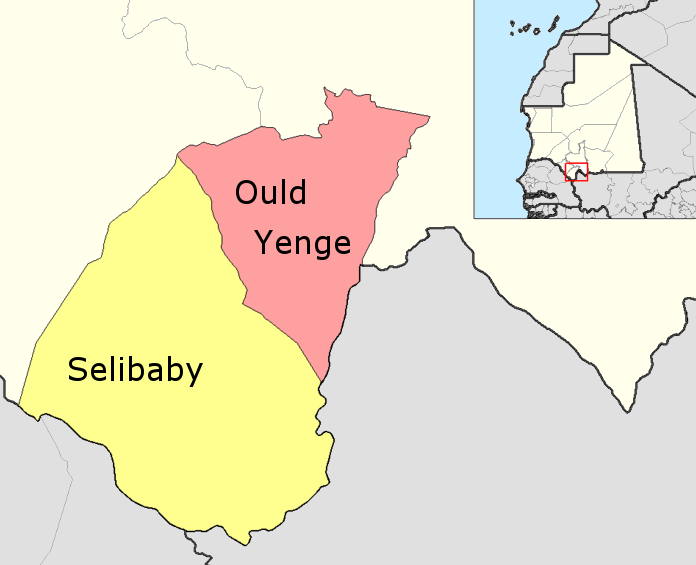
Dipartimenti della regione di Guidimagha

| Dipartimento               | Capoluogo  | Popolazione |
| -------------------------- | ---------- | ----------- |
| Dipartimento di Ould Yengé | Ould Yengé | 68 341      |
| Dipartimento di Sélibabi   | Sélibabi   | 198 688     |

### Regione di Hodh-Charghi

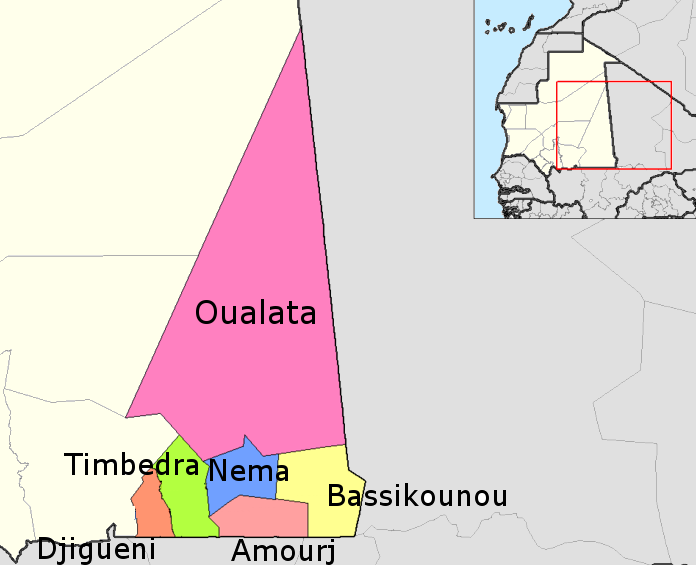
Dipartimenti della regione di Hodh-Charghi

| Dipartimento                     | Capoluogo        | Popolazione |
| -------------------------------- | ---------------- | ----------- |
| Dipartimento di Amourj           | Amourj           | 94 559      |
| Dipartimento di Bassikounou      | Bassikounou      | 88 432      |
| Dipartimento di Djiguenni        | Djiguenni        | 59 614      |
| Dipartimento di N'Beiket Lehwach | N'Beiket Lehwach | 8 860       |
| Dipartimento di Néma             | Néma             | 87 048      |
| Dipartimento di Oualata          | Oualata          | 13 086      |
| Dipartimento di Timbedra         | Timbedra         | 79 069      |

### Regione di Hodh-Gharbi

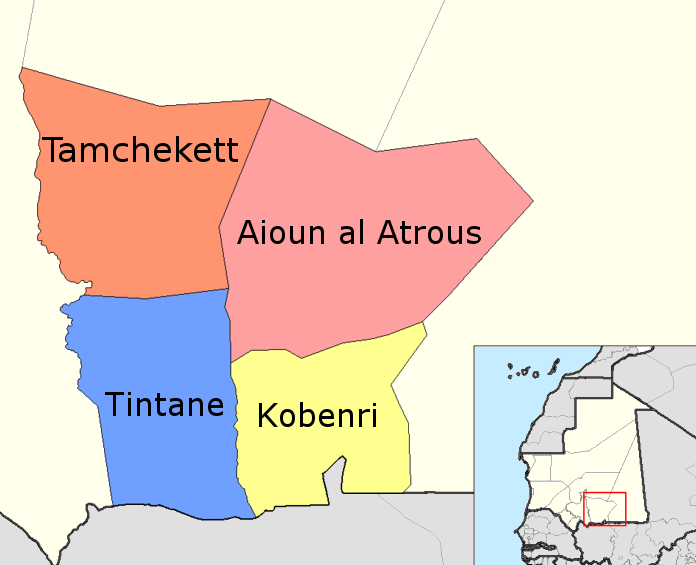
Dipartimenti della regione di Hod-Gharbi

| Dipartimento                     | Capoluogo        | Popolazione |
| -------------------------------- | ---------------- | ----------- |
| Dipartimento di Ayoun el-Atrouss | Ayoun el-Atrouss | 65 237      |
| Dipartimento di Kobenni          | Kobenni          | 92 690      |
| Dipartimento di Tamchekett       | Tamchekett       | 39 013      |
| Dipartimento di Tintane          | Tintane          | 97 169      |

### Regione di Inchiri

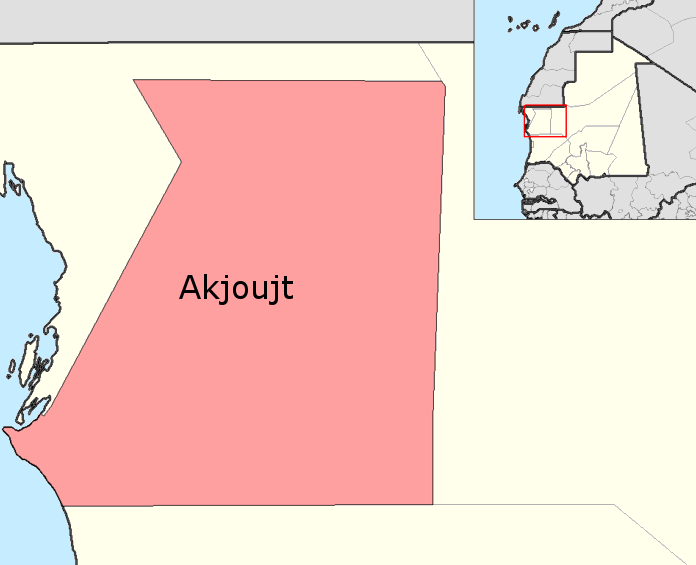
Dipartimenti della regione di Inchiri

| Dipartimento            | Capoluogo | Popolazione |
| ----------------------- | --------- | ----------- |
| Dipartimento di Akjoujt | Akjoujt   | 19 639      |

### Regione di Nouakchott-Nord
| Dipartimento                | Capoluogo   | Popolazione |
| --------------------------- | ----------- | ----------- |
| Dipartimento di Dar-Naim    | Dar-Naim    | 144 043     |
| Dipartimento di Teyarett    | Teyarett    | 78 828      |
| Dipartimento di Toujouonine | Toujouonine | 144 041     |

### Regione di Nouakchott-Ouest
| Dipartimento                  | Capoluogo     | Popolazione |
| ----------------------------- | ------------- | ----------- |
| Dipartimento di Ksar          | Ksar          | 47 233      |
| Dipartimento di Sebkha        | Sebkha        | 72 245      |
| Dipartimento di Tevragh-Zeina | Tevragh-Zeina | 46 336      |

### Regione di Nouakchott-Sud
| Dipartimento            | Capoluogo | Popolazione |
| ----------------------- | --------- | ----------- |
| Dipartimento di Arafat  | Arafat    | 175 969     |
| Dipartimento di El Mina | El Mina   | 132 674     |
| Dipartimento di Riyad   | Riyad     | 117 030     |

### Regione di Tagant

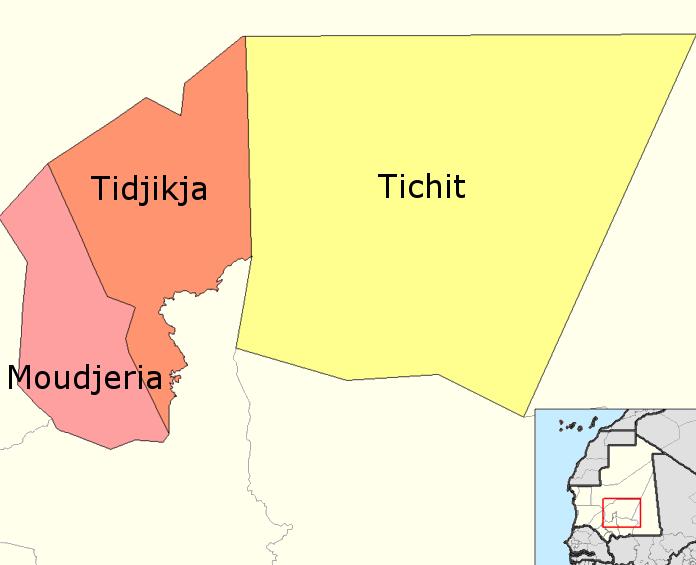
Dipartimenti della regione di Tagant

| Dipartimento              | Capoluogo | Popolazione |
| ------------------------- | --------- | ----------- |
| Dipartimento di Moudjeria | Moudjeria | 41 738      |
| Dipartimento di Tichitt   | Tichitt   | 4 349       |
| Dipartimento di Tijikja   | Tijikja   | 34 875      |

### Regione di Tiris-Zemmour

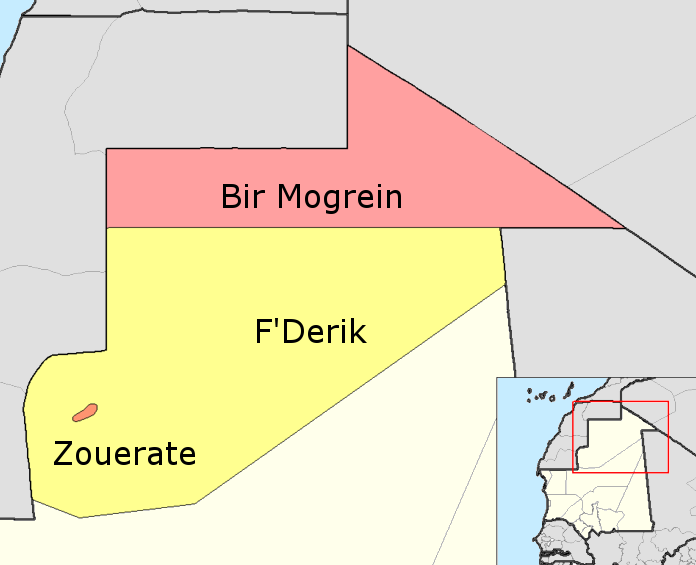
Dipartimenti della regione di Tiris-Zemmour

| Dipartimento                 | Capoluogo    | Popolazione |
| ---------------------------- | ------------ | ----------- |
| Dipartimento di Bir Moghrein | Bir Moghrein | 3 897       |
| Dipartimento di F'Derick     | F'Derick     | 4 715       |

### Regione di Trarza

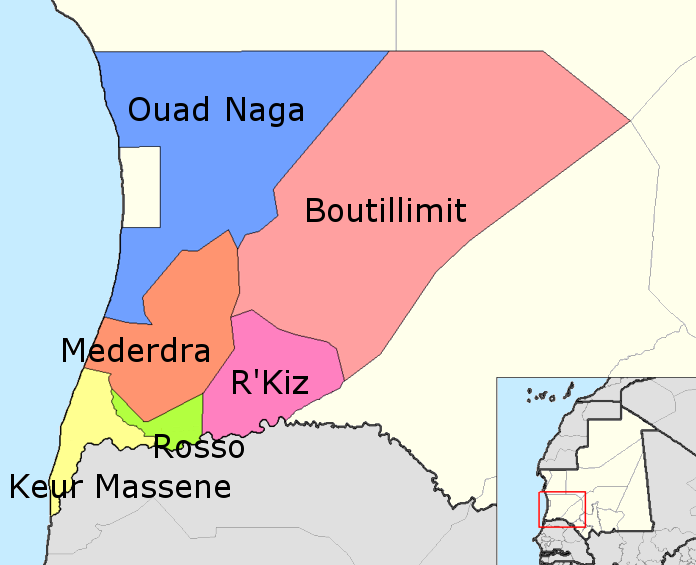
Dipartimenti della regione di Trarza

| Dipartimento               | Capoluogo  | Popolazione |
| -------------------------- | ---------- | ----------- |
| Dipartimento di Boutilimit | Boutilimit | 63 193      |
| Dipartimento di Keurmacen  | Keurmacen  | 26 760      |
| Dipartimento di Mederdra   | Mederdra   | 30 440      |
| Dipartimento di Ouad Naga  | Ouad Naga  | 23 698      |
| Dipartimento di R'Kiz      | R'Kiz      | 70 956      |
| Dipartimento di Rosso      | Rosso      | 57 726      |